# おかみさんドスコイ!!
『おかみさんドスコイ!! 』は、2002年4月1日-5月24日にMBS製作、TBS系列「ドラマ30」枠で放送された昼ドラマ。
相撲部屋を舞台にしたコメディ風味のホームドラマであった。

## 出演
- 佐伯妙子:いしのようこ

相撲とは無縁の世界にいたが、満男との結婚を機に相撲部屋の「おかみさん」になる。
- 佐伯満男:松村雄基

元力士。引退後相撲部屋を開く。なお、いしのと松村は同時期放送されたテレビ朝日の『暴れん坊将軍XII』で兄妹役を演じているが、このドラマでは夫婦役を演じた。
- 佐伯勝美:木村舞香
- 佐伯星也:川口正太
- 小林優一:谷啓
- 小林勝子:銀粉蝶
- 佐伯豊子:鳳八千代
- 鬼村金一朗:池乃めだか
- 鬼村蔦子:山口美也子
- 鬼村さやか:宮村優子
- 金田時次郎:村木仁

ほか

## スタッフ
- プロデューサー - 日高英雄
- 演出 - 竹園元、上川栄、皆元洋之助、亀井弘明、古賀敏仁
- 脚本 - 楠本ひろみ、坂田義和、横田理恵、清本由紀、松田裕子

## 主題歌
- 『レントゲン』
作詞:鈴木哲彦/作曲:expo/編曲:坂本昌之/歌:12.ヒトエ(ソニーレコード)